# منشأة حاتم
منشأة حاتم إحدى قرى مركز زفتى التابع لمحافظة الغربية بجمهورية مصر العربية. تكونت القرية في سنة 1270 هـ على أراضي تتبع لفرسيس وتنسب إلى منشئها الشيخ حاتم.

## السكان
بلغ عدد سكان منشأة حاتم 1228 نسمة حسب تقدير عام 2018.
| السنة  | 1882 | 1897 | 1907 | 1927 | 1947 | 1960 | 1976 | 1986 | 1996 | 2006  | 2018 |
| ------ | ---- | ---- | ---- | ---- | ---- | ---- | ---- | ---- | ---- | ----- | ---- |
| القرية | 188  | 328  | 415  | 474  | 601  | 733  | 939  | 1145 | 1221 | 1,548 | 1228 |